# Claudio Undari
Claudio Undari, connu aussi sous son nom de scène, Robert Hundar, né à Castelvetrano le 12 janvier 1935, mort à Rome le 13 mai 2008, est un acteur italien.

## Biographie
Claudio Undari naît à Castelvetrano dans la province de Trapani. Il s'installe ensuite à Catane. Il joue principalement dans les années 1960 et 1970, époque du succès des deux genres où il se produit, les westerns spaghetti et les policiers à l'italienne. Il emménage alors à Madrid.
D'apparence imposante (il mesure 1,92 m), carré de visage, doté d'un regard glacial, il joue souvent des rôles de "méchants", comme par exemple dans Il trucido e lo sbirro et Il cinico, l'infame, il violento d'Umberto Lenzi. 
Sans doute se souvient-on de lui comme chef des Aliens dans Chissà perché... capitano tutte a me de Michele Lupo, où il tient le rôle du principal antagoniste. Rentré en Italie, il s'installe à Rome, où il réalise quelques documentaires. Sa dernière contribution au cinéma sera dans Tre giorni d'anarchia de Vito Zagarrio (2004), tandis qu'il continue de se produire au théâtre jusqu'en 2005. 
En septembre 2007 il reçoit un bel hommage à Venise dans le cadre de la rétrospective « Storia segreta del cinema italiano: il western all'italiana ».

### Vie familiale
Il a été marié à Tiziana, de laquelle il a eu Jacopo et Arianna, en plus des deux autres enfants d'un mariage précédent.
Il meurt le 13 mai 2008 à 73 ans dans sa demeure romaine. Ses funérailles eurent lieu le surlendemain dans l'église des artistes de la Piazza Del Popolo.

## Filmographie
- 1956 : Roland, prince vaillant (Orlando e i paladini di Francia), de Pietro Francisci : Balicante le sarrasin
- 1960 : La Vengeance d'Hercule (La vendetta di Ercole), de Vittorio Cottafavi : Polimorse
- 1960 : La Rue des amours faciles (Via Margutta), de Mario Camerini : Christie
- 1961 : Quelle joie de vivre (Che gioia vivere), de René Clément : chef anarchiste
- 1962 : Le Chevalier masqué (Il segno del vendicatore), de Roberto Mauri : Duc d'Altavilla
- 1962 : L'Épervier des Caraïbes (Lo sparviero dei Caraibi), de Piero Regnoli : Don Pedro de Alicante
- 1962 : Marco Polo, de Piero Pierotti : Mon-Ka, le premier ministre
- 1962 : L'Ombre de Zorro (L'ombra di Zorro), de Joaquín Luis Romero Marchent : Billy
- 1963 : Trois Cavaliers noirs (Tres hombres buenos), de Joaquín Luis Romero Marchent : McCoy
- 1964 : Una sporca faccenda (it), de Roberto Mauri
- 1964 : Maciste et les 100 gladiateurs (Maciste gladiatore di Sparta), de Mario Caiano : Saphice
- 1964 : Les Trois Implacables (I tre spietati), de Joaquín Luis Romero Marchent : Chett Walker
- 1964 : Pour un whisky de plus (Cavalca e uccidi), de José Luis Borau et Mario Caiano
- 1964 : Sept du Texas (I sette del Texas), de Joaquín Luis Romero Marchent : Ringo
- 1965 : Seul contre tous, d'Antonio del Amo
- 1965 : Quatre Hommes à abattre (I quattro inesorabili), de Primo Zeglio : Alan
- 1966 : Cent mille dollars pour Lassiter (100.000 dollari per Lassiter), de Joaquín Luis Romero Marchent : Lassiter
- 1966 : Ramon le Mexicain (Ramon il messicano), de Maurizio Pradeaux : Ramòn Morales
- 1967 : Un homme, un colt (Un uomo e una colt), de Tulio Demicheli : Dakota Joe
- 1967 : Con lui cavalca la morte, de Giuseppe Vari : Luke Prentiss
- 1968 : Quand je tire, c'est pour tuer (Un buco in fronte), de Giuseppe Vari : général Munguya
- 1968 : Son nom crie vengeance (Il suo nome gridava vendetta), de Mario Caiano
- 1968 : Il sapore della vendetta (it), de Julio Coll
- 1968 : Les Amours de Lady Hamilton (Le calde notti di Lady Hamilton), de Christian-Jaque
- 1969 : La Légion des damnés (La legione dei dannati), d'Umberto Lenzi : Raymond Stone
- 1969 : Sabata (Ehi amico... c'è Sabata. Hai chiuso!), de Gianfranco Parolini : Oswald, bras droit de Stengel
- 1970 : Le Week-end des assassins (Concerto per pistola solista), de Michele Lupo : serviteur
- 1972 : Peu de secondes pour dire amen (Condenados a vivir), de Joaquín Luis Romero Marchent : sergent Brown
- 1973 : L'Homme aux nerfs d'acier (Dio, sei proprio un padreterno!), de Michele Lupo : l'homme de main à la perceuse
- 1973 : Shanghaï Joe (Il mio nome è Shangai Joe), de Mario Caiano : Pedro, le cannibale
- 1973 : La padrina, de Giuseppe Vari
- 1974 : Il mio nome è Scopone e faccio sempre cappotto (it), de Juan Bosch Palau
- 1975 : Bill Cormack le fédéré (Giubbe rosse), de Joe D'Amato
- 1975 : Croc-Blanc et les Chercheurs d'or (La spacconata), d'Alfonso Brescia : Barney Taft
- 1975 : Croc-Blanc et le Chasseur solitaire (Zanna Bianca e il cacciatore solitario), d'Alfonso Brescia : Ferguson
- 1976 : La Mort en sursis (Il trucido e lo sbirro), d'Umberto Lenzi : Mario le Cynique
- 1977 : Le Cynique, l'Infâme et le Violent (Il cinico, l'infame, il violento), d'Umberto Lenzi : Dario
- 1977 : La schiava, épisode de La bella e la bestia (it), de Luigi Russo
- 1977 : Adios California (California), de Michele Lupo : Eric Plummer
- 1979 : Sette uomini d'oro nello spazio, d'Alfonso Brescia
- 1980 : La bestia nello spazio, d'Alfonso Brescia : Onaf[4]
- 1980 : Faut pas pousser (Chissà perché... capitano tutte a me), de Michele Lupo : chef des Aliens
- 1987 : La Métropole des animaux (Animali metropolitani), de Steno : le marquis (non crédité)
- 1998 : Onorevoli detenuti, de Giancarlo Planta
- 1999 : Libero Burro, de Sergio Castellitto : Tito
- 2000 : Ponte Milvio, de Roberto Meddi
- 2001 : I cavalieri che fecero l'impresa, de Pupi Avati
- 2004 : Tre giorni d'anarchia, de Vito Zagarrio